# NGC 2935
NGC 2935 est une vaste galaxie spirale intermédiaire située dans la constellation de l'Hydre. NGC 2935 a été découverte par l'astronome germano-britannique William Herschel en 1786.

## Caractéristiques
La classe de luminosité de NGC 2935 est II et elle présente une large raie HI. De plus, c'est une galaxie à sursaut de formation d'étoiles.

### Distance
Sa vitesse par rapport au fond diffus cosmologique est de 2 601 ± 23 km/s, ce qui correspond à une distance de Hubble de 38,4 ± 2,7 Mpc (∼125 millions d'al).
À ce jour, 29 basées sur le décalage vers le rouge (redshift) donnent une distance de 27,890 ± 3,962 Mpc (∼91 millions d'al), ce qui est à l'extérieur des valeurs de la distance de Hubble. Notons que c'est avec la valeur moyenne des mesures indépendantes, lorsqu'elles existent, que la base de données NASA/IPAC calcule le diamètre d'une galaxie et qu'en conséquence le diamètre de NGC 2935 pourrait être d'environ 78,1 kpc (∼255 000 al) si on utilisait la distance de Hubble pour le calculer.

### Morphologie
NGC 2935 a été utilisée par Gérard de Vaucouleurs comme une galaxie de type morphologique (R2')SAB(s)b dans son atlas des galaxies,.

#### Un disque entourant le noyau
Grâce aux observations du télescope spatial Hubble, on a détecté un disque de formation d'étoiles autour du noyau de NGC 2935. La taille de son demi-grand axe est estimée à 530 pc (~1730 années-lumière) à la distance estimée de cette galaxie.

## Supernova
Deux supernovas ont été découvertes dans NGC 2935 : SN 1975F et SN 1996Z. 

### SN 1975F
Cette supernova a été découverte le 11 juin 1975 par Mr. J. R. Dunlap de l'observatoire Corralitos (en) de l'université Northwestern. Le type de cette supernova n'a pas été déterminé. 

### SN 1996Z
Cette supernova a été découverte le 16 mai 1996 par Wayne Johson. Cette supernova était de type Ia.

## Groupe de NGC 2935
NGC 2935 fait partie d'un petit groupe de trois galaxies qui porte son nom. Les deux autres galaxies du groupe de NGC 2935 sont NGC 2983 et NGC 2986.